# Lamone
Lamone is een gemeente en plaats in het Zwitserse kanton Ticino, en maakt deel uit van het district Lugano.

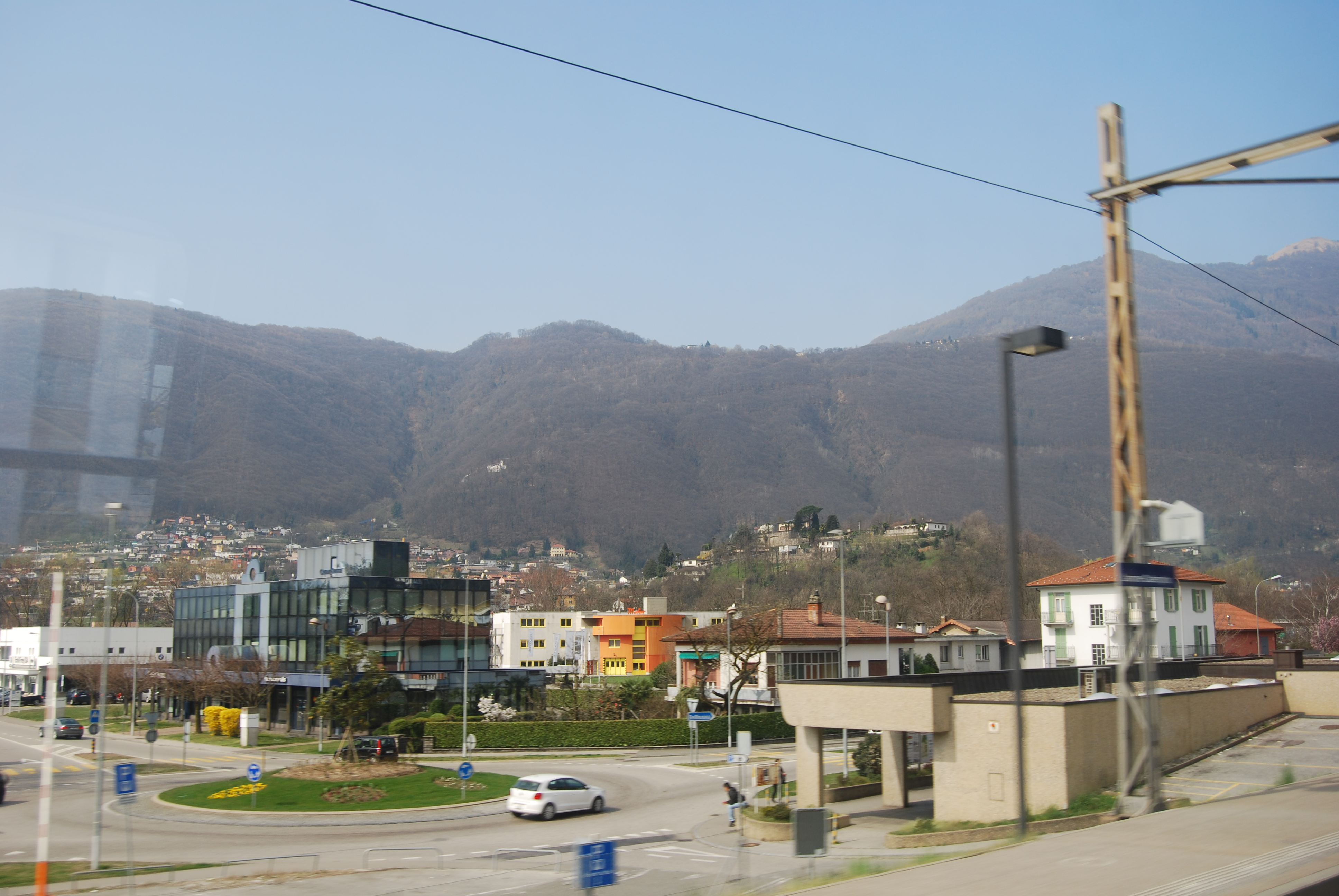
Lamone

Lamone telt 1616 inwoners.